# Демократическая левая партия
Демократическая левая партия (тур. Demokratik Sol Parti — DSP) — социал-демократическая политическая партия Турции.

## История
Основана 14 ноября 1985 года Рахшан Эджевит, женой отстранённого от политической деятельности в результате переворота 1980 года бывшего премьер-министра от Республиканской народной партии (РНП) Бюлента Эджевита, и группой их сторонников, покинувших Социал-демократическую народную партию. После разрешения Эджевиту возобновить политическую деятельность он был избран генеральным председателем ДЛП на чрезвычайном съезде партии в сентябре 1987 года. Демократическая левая партия окрепла в 1990-х и входила в правительственные коалиции с несколькими правыми партиями; ныне оттеснена на задний план возрождённой РНП. В 1986 году была принята в Социалистический интернационал в качестве консультативного члена.

## Идеология
ДПЛ выступает за созданию в Турции подлинной демократии, против чрезмерной социальной поляризации общества, поддерживает турецкий национализм и национальное единство. В сфере экономики партия, не отрицая рыночных механизмов, выступает против либеральной экономики, за создание путём привлечения сбережений граждан в экономике т. н. «народного сектора» с демократическим управлением.

## Лидеры
- 1985—1987 — Эджевит, Рахшан
- 1987—1988 — Эджевит, Бюлент
- 1988—1989 — Карабаба, Неджет
- 1989—2004 — Эджевит, Бюлент
- 2004—2009 — Сезер, Зеки
- 2009— по наши дни — Тюркер, Масум

## Поддержка избирателей

### Всеобщие выборы
- 1986 — 8,5 %
- 1987 — 8,53 %
- 1991 — 10,8 %, 7 мест в парламенте
- 1995 — 14,64 %, 76 мест в парламенте
- 1999 — 22,19 %, 136 мест в парламенте
- 2002 — 1,22 %
- 2007 — 20,85 %*, 13 мест в парламенте.
- В альянсе с Республиканской народной партией.

### Местные выборы
- 1989 — 9,09 %, 37 муниципалитетов
- 1994 — 8,93 %, 23 муниципалитета
- 1999 — 19,28 %, 189 муниципалитетов
- 2004 — 2,18 %, 32 муниципалитета
- 2009 — 2,75 %, 12 муниципалитета